# رمون پولیدو
رمون پولیدو (زادهٔ ۱۵ آوریل ۱۹۳۶ – درگذشته ۱۳ نوامبر ۲۰۱۹) رکابزن حرفه‌ای سابق اهل فرانسه بود که در رشتهٔ دوچرخه‌سواری جاده فعالیت می‌کرد. او توانست در سال ۱۹۶۴ برندهٔ ووئلتا اسپانیا شود.
پولیدو هم‌دورهٔ دو رکابزن بزرگ یعنی ژاک آنکتیل و ادی مرکس بود و با این که هشت بار روی سکوهای دوم و سوم تور دو فرانس ایستاد، هرگز نتوانست این دو رکابزن را شکست دهد و قهرمان تور شود. همچنین هیچ‌گاه پیراهن طلایی تور را به تن نکرد.
پولیدو در مسابقات قهرمانی جادهٔ جهان نیز چهار بار بر سکوهای دوم و سوم ایستاد، ولی قهرمانی را به دست نیاورد.
وی همچنین برندهٔ جوایزی همچون لژیون دونور شده‌است.

## آغاز زندگی
پدر و مادر پولیدو کشاورزان کوچکی در حاشیهٔ ماسبارو-مرینیا در شرق لیموژ بودند. پولیدو از خردسالی در مزرعه کار می‌کرد و به همین دلیل، در ۱۴ سالگی مدرسه را ترک کرد. یکی از دوچرخه‌فروشان محلی به نام آندره مارکت دوچرخه‌ای به او داد و او را با موتور خود به مسابقات می‌رساند.
موفقیت در مسابقات محلی به سرعت فرا رسید و جایزهٔ پیروزی‌های او به درآمد خانواده افزوده می‌شد. پولیدو سه سال به صورت آماتور مسابقه داد و یک بار موفق به مغلوب کردن لویزون بوبه شد.
نخستین بار در سال ۱۹۵۵ و در دوران خدمت سربازی با قطار سفر کرد. پیر شانی، خبرنگار فرانسوی که ۴۹ تور دو فرانس را پیگیری کرد، پولیدو را با ژاک آنکتیل مقایسه کرد که با این که تنها دو سال بزرگتر از پولیدو بود، در همان دوران، مدال المپیک هلسینکی را برای فرانسه به دست آورد و برندهٔ جایزه بزرگ ملل شد.
همزمان با جنگ الجزایر، ارتش پولیدو را به الجزایر اعزام کرد که در آنجا راننده بود. در سال ۱۹۶۰ دوباره به دوچرخه‌سواری بازگشت و نخستین پیروزی خود را با برتری ۶ دقیقه‌ای به دست آورد. جایزهٔ ۸۰ هزار فرانکی که برای دوم شدن در جایزه بزرگ پیرا-لو-شاتو به دست آورده‌بود، بیشتر از درآمد شش سال کار در مزرعه بود.

## فعالیت حرفه‌ای
پولیدو در سال ۱۹۵۹ توسط برنار گوتیه کشف شد. با پیشنهاد گوتیه به آنتونن مانی، گوتیه به تیم مرسیه پیوست. پیشنهاد ۳۰ هزار فرانکی او ابتدا مورد موافقیت مانی قرار نگرفت، ولی مدتی بعد برای آن که رقیبی برای آنکتیل داشته باشد، پذیرفت. با پیروزی پولیدو در مسابقهٔ میلان–سانرمو در سال ۱۹۶۱ اعتماد گوتیه تقویت شد.

### رقابت با آنکتیل

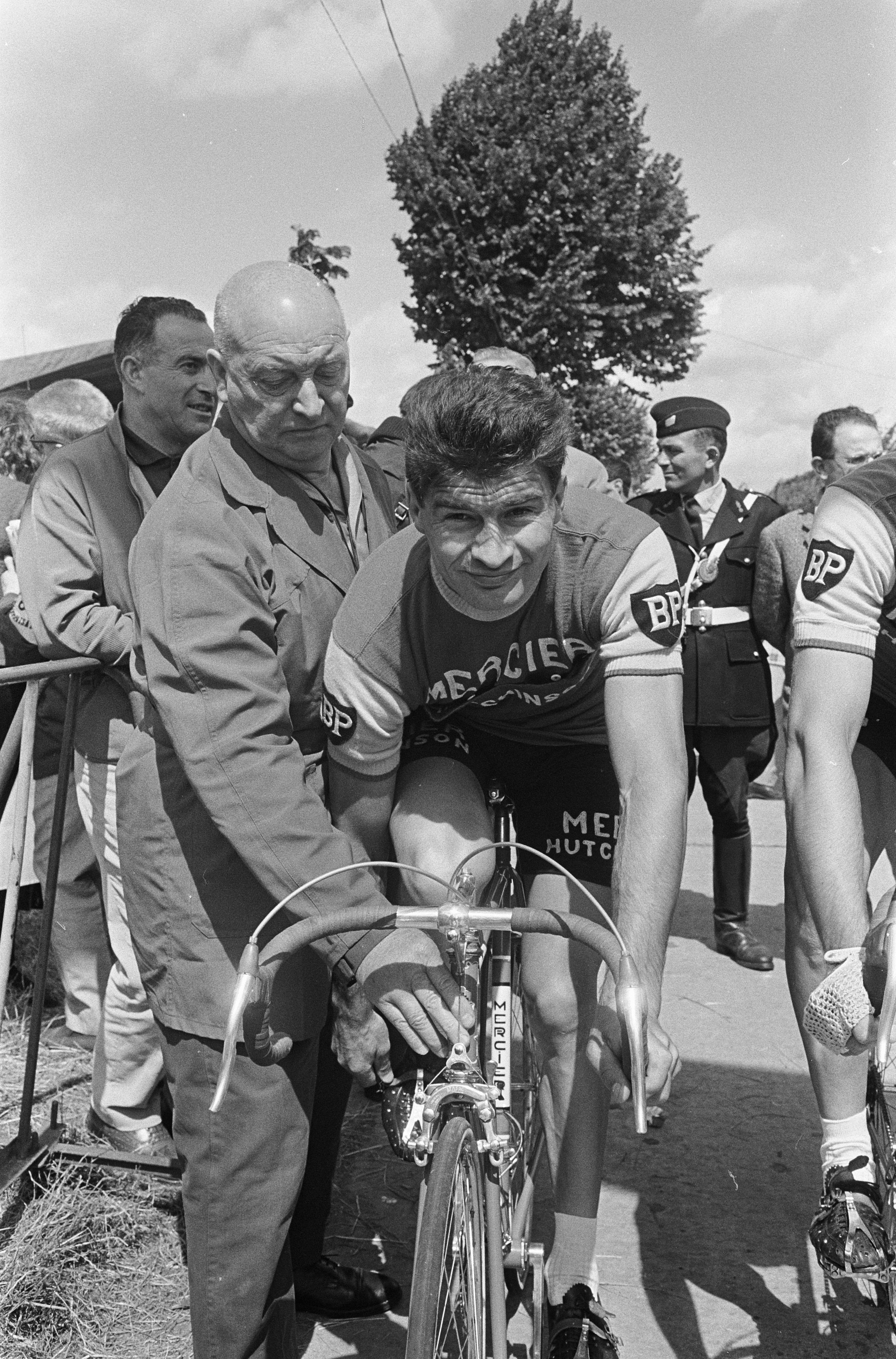
پولیدو در تور دو فرانس ۱۹۶۶

پولیدو سربالایی‌رو خوبی بود، ولی مهارت آنکتیل در تایم تریل انفرادی را نداشت که معمولاً به خاطر زمان‌هایی که در مراحل تایم تریل به دست می‌آورد، برندهٔ تور می‌شد. سبک رکابزنی پولیدو تهاجمی بود، ولی آنکتیل ترجیح می‌داد در بخش‌های کوهستانی، مسابقه را کنترل کند و در تایم تریل، زمان کسب کند.
بهترین فرصت پولیدو برای شکست دادن آنکتیل، در مرحلهٔ ۲۰ تور دو فرانس ۱۹۶۴ که در پوی دو دم خاتمه می‌یافت، به دست آمد. آنکتیل در کنار پولیدو رکاب می‌زد و هر دو به اندازه‌ای خسته بودند که پولیدو تنها در چند صد متر پایانی توانست برتری نسبت به آنکتیل به دست آورد. پولیدو توانست اختلاف با آنکتیل را تا ۱۴ ثانیه کاهش دهد، ولی در تایم تریل پایانی مغلوب آنکتیل شد.
با آن که آنکتیل همواره پولیدو را شکست می‌داد، ولی محبوب پولیدو بیشتر بود. پژوهش‌های روانشناسی بسیاری برای بررسی این پدیده انجام شد. برپایهٔ پژوهش‌ها در سال ۱۹۷۴ بیش از ۴۰۰۰ مقاله دربارهٔ پولیدو در روزنامه‌ها منتشر شده‌بود. هیچ رکابزن دیگری به اندازهٔ او موضوع پژوهش‌های روان‌شانسی و پایان‌نامه‌های دانشگاهی نبود.

### رقابت به مرکس
پایان دوران آنکتیل فرصتی را برای پولیدو فراهم کرد تا برندهٔ تور دو فرانس شود؛ ولی مصدومیت در سال‌های ۱۹۶۷ و ۱۹۶۸ و ظهور مرکس در سال ۱۹۶۹ این فرصت را از او گرفت. در تور ۱۹۷۳ پولیدو ممکن بود جان خود را از دست بدهد. در سرپایینی پس از گردنهٔ پورته آسپه به دره سقوط کرد و ضربهٔ شدیدی به سرش وارد شد؛ ولی توسط برگزار کنندهٔ مسابقه نجات یافت.

## دوپینگ
پولیدو نخستین رکابزنی بود که در تور دو فرانس مورد آزمایش دوپینگ قرار گرفت. در تور ۱۹۶۶ نمونه‌گیران در بوردو وارد هتل رکابزنان شدند و نخستین رکابزنی که یافتند، پولیدو بود. در روز بعد، رکابزنان در میانهٔ مسابقه توقف کردند تا اعتراض خود به نمونه‌گیری را اعلام کنند. همچنین به پولیدو که با انجام آزمایش موافقت کرده‌بود، انتقاد کردند. به گفتهٔ پولیدو بی‌تفاوتی او نسبت به نمونه‌گیری‌ها و اعتراضات، باعث خراب شدن رابطه‌اش با رکابزنان هم‌دوره شد.

## دوران بازنشستگی
در ۲۵ ژانویهٔ ۱۹۷۳ نشان لژیون دونور به پولیدو اعطا شد. همچنین به دلیل علاقهٔ پولیدو به گیاهان به‌ویژه گل رز، گونه‌ای از گل رز به افتخار او نام‌گذاری شده‌است.

## نتایج در گرند تورها
| گرند تور       | ۱۹۶۲ | ۱۹۶۳ | ۱۹۶۴ | ۱۹۶۵ | ۱۹۶۶ | ۱۹۶۷ | ۱۹۶۸   | ۱۹۶۹ | ۱۹۷۰ | ۱۹۷۱ | ۱۹۷۲ | ۱۹۷۳   | ۱۹۷۴ | ۱۹۷۵ | ۱۹۷۶ |
| -------------- | ---- | ---- | ---- | ---- | ---- | ---- | ------ | ---- | ---- | ---- | ---- | ------ | ---- | ---- | ---- |
| جیرو دیتالیا   | —    | —    | —    | —    | —    | —    | —      | —    | —    | —    | —    | —      | —    | —    | —    |
| تور دو فرانس   | ۳    | ۸    | ۲    | ۲    | ۳    | ۹    | ناتمام | ۳    | ۷    | —    | ۳    | ناتمام | ۲    | ۱۹   | ۳    |
| ووئلتا اسپانیا | —    | —    | ۱    | ۲    | —    | ۸    | —      | —    | —    | ۹    | —    | —      | —    | —    | —    |